# Realejo Alto
Realejo Alto är en ort i Spanien.   Den ligger i provinsen Provincia de Santa Cruz de Tenerife och regionen Kanarieöarna, i den sydvästra delen av landet, 1 800 km sydväst om huvudstaden Madrid. Realejo Alto ligger 390 meter över havet och antalet invånare är 35 963. Den ligger på ön Teneriffa.
Terrängen runt Realejo Alto är bergig söderut, men norrut är den kuperad. Havet är nära Realejo Alto åt nordväst. Runt Realejo Alto är det tätbefolkat, med 427 invånare per kvadratkilometer. Närmaste större samhälle är La Orotava, 6,3 km öster om Realejo Alto. Trakten runt Realejo Alto består till största delen av jordbruksmark.